# Anduzeia
Genre
Anduzeia est un genre d'opilions laniatores de la famille des Cosmetidae.

## Distribution
Les espèces de ce genre sont endémiques du Venezuela.

## Liste des espèces
Selon World Catalogue of Opiliones (16/07/2021) :
- Anduzeia maculisplena González-Sponga, 1992
- Anduzeia punctata (Sørensen, 1932)

## Étymologie
Ce genre est nommé en l'honneur de Pablo José Anduze Díaz.

## Publication originale
- González-Sponga, 1992 : « Aracnidos de Venezuela. Opiliones Laniatores II. Familia Cosmetidae. » Boletin de la Academia de Ciencias Fisicas, Matematicas y Naturales, vol. 26, p. 1–432.